# Єрсари
Єрсари́ (каз. Ерсары) — село у складі Теректинського району Західноказахстанської області Казахстану. Входить до складу Анкатинського сільського округу.
Населення — 68 осіб (2021; 138 у 2009, 257 у 1999, 299 у 1989).